# RS-448
Pour les articles homonymes, voir Route 448.
La RS 448 est une route locale du Nord-Est de l'État du Rio Grande do Sul reliant la RS-437, sur le territoire de la municipalité d'Antônio Prado, à Farroupilha, à l'embranchement avec la BR-453. Elle dessert Antônio Prado, Nova Roma do Sul et Farroupilha, et est longue de 45 km.